# Livenne
Livenne – rzeka we Francji, przepływająca przez tereny departamentów Charente-Maritime oraz Żyronda, o długości 42,5 km. Stanowi prawy dopływ rzeki Żyrondy.